# Informationsportal zur politischen Bildung
Das Informationsportal zur politischen Bildung ist eine Website der politischen Bildung, das von der Bundesarbeitsgemeinschaft Politische Bildung Online entwickelt wurde. Der Bundesarbeitsgemeinschaft gehören die Bundeszentrale für politische Bildung sowie die Landeszentralen für politische Bildung an. 
Das gemeinsame Portal hat das Ziel, die Internet-Angebote der politischen Bildung in Deutschland unter einer gemeinsamen Web-Adresse einem breiten Publikum zugänglich zu machen. In erster Linie werden dabei die Internet-Angebote der Bundeszentrale und der Landeszentralen für politische Bildung vorgestellt. In zweiter Linie werden Angebote anderer Anbieter im Bereich Politik und Bildung veröffentlicht.

## Themenkatalog
Das zentrale Angebot des Informationsportals ist der Themenkatalog. In erster Linie erfasst der Themenkatalog die Web-Angebote der Zentralen für politische Bildung. Darüber hinaus werden weitere relevante Angebote und Adressen im Bereich Politik und Bildung aufgenommen, vom Arbeitskreis deutscher Bildungsstätten e. V. über das Deutsche Institut für Entwicklungspolitik bis hin zu Zeitgeschichte-online.
Die Angebote liegen thematisch strukturiert vor. Der Themenkatalog umfasst derzeit über 2000 Datensätze.

## Aktuelles
Im Bereich Aktuelles liegt der Fokus auf aktuellen Ereignissen und Themen. So werden beispielsweise Webangebote zu aktuellen Themen wie der Finanzkrise oder dem Nahost-Konflikt zusammengestellt. Neben den aktuellen Angeboten der Zentralen für politische Bildung finden sich weiterführende Links, Medien-Dossiers, Blogs, Foren und Unterrichtsmaterialien zum Thema.

## Angebote der Zentralen
Die Bundeszentrale für politische Bildung und die einzelnen Landeszentralen in den Bundesländern bieten ein breit gefächertes Angebot an Veröffentlichungen und Veranstaltungen. 
Über diesen Bereich hat der User gezielt Zugang zu sämtlichen Veranstaltungsdatenbanken. Alle Zeitschriften und Publikationsreihen der Zentralen sind frei zugänglich und bieten ein reichhaltiges Angebot an Materialien für Lehrende und Lernende. In den Shops der Zentralen sind ebenfalls AV-Medien erhältlich. Ein Newsletter hält interessierte User auf dem Laufenden.

## Lernen und Spielen
In diesem Bereich werden Angebote des virtuellen Lernens und Spielens vorgestellt:  E-Learning-Angebote, Podcasts, Foren, Quiz und Spiele. Virtuelle Online Projekte aus den Bereichen Politik und Bildung runden das Angebot ab. 